# Lettische Badmintonmeisterschaft 2007
Die Lettische Badmintonmeisterschaft 2007 fand in Inčukalns statt. Es war die 44. Auflage der nationalen Titelkämpfe von Lettland im Badminton.

## Titelträger
| Disziplin    | Sieger                        |
| ------------ | ----------------------------- |
| Herreneinzel | Eduards Loze                  |
| Dameneinzel  | Kristīne Šefere               |
| Herrendoppel | Eduards Loze Edijs Līviņš     |
| Damendoppel  | Kristīne Šefere Madara Puķīte |
| Mixed        | Eduards Loze Kristīne Šefere  |